# Същински крокодили
Същинските крокодили (Crocodylus) са род влечуги от семейство крокодилови (Crocodylidae).

## Видове
Самият род включва 12 вида:
- Американски остромуцунест крокодил (Crocodylus acutus)
- Африкански остромуцунест крокодил (Crocodylus cataphractus)
- Амазонски крокодил (Crocodylus intermedius)
- Крокодил на Джонстън (Crocodylus johnstoni)
- Филипински крокодил (Crocodylus mindorensis)
- Крокодил на Мореле (Crocodylus moreletii)
- Нилски крокодил (Crocodylus niloticus)
- Новогвинейски крокодил (Crocodylus novaeguineae)
- Индийски крокодил (Crocodylus palustris)
- Соленоводен крокодил (Crocodylus porosus)
- Кубински крокодил (Crocodylus rhombifer)
- Сиамски крокодил (Crocodylus siamensis)